# Terme (revista)
Terme és una revista del Centre d'Estudis Històrics de Terrassa creada l'any 1986. És una publicació anual dedicada preferentment a temes històrics egarencs.
Del primer número al quinzè (2000) el nom de la revista fou Terme. Fins al núm. 35 (2020) el nom de la revista fou Terme. Revista d’Història i a partir del número 36 (2021) el títol complet de la publicació és Terme. Revista d’Història i Pensament.
Així, la revista s’estructura al voltant d’un tema central que es tracta a partir de tres grans àrees: la recerca, el pensament i les dades. Sota l’àrea de “Recerca” s'hi troba informació nova i rellevant sobre la temàtica central. A l’àmbit de “Pensament” s’hi incorpora l’opinió de personalitats i professionals amb textos curts i orientats a la síntesi d’idees força. En tercera instància, l’àrea de “Dades” ofereix tot un seguit de gràfics que reforcen de manera visual la comprensió d’allò tractat als dos àmbits anteriors. Finalment, a manera d’addenda, hi ha un quart apartat anomenat “Miscel·lània”, pensat com un espai obert reservat a articles de recerca, entrevistes, reportatges, etc. que toquen temes terrassencs o comarcals de prou rellevància o interès.
La publicació ha dedicat monogràfics a qüestions com les esglésies de Sant Pere, el patrimoni de la ciutat, les epidèmies, les sequeres, la dictadura de Primo de Rivera o la Guerra Civil a Terrassa, el paper de les dones a la ciutat, o el modernisme a la capital vallesana.
Actualment la revista l'editen conjuntament el Centre d’Estudis Històrics de Terrassa amb l'Arxiu Històric de Terrassa i l'Arxiu Comarcal del Vallès Occidental. Entre els seus col·laboradors hi hagut Xavier Marcet, Manel Márquez, Pere Puig i Ustrell, Lourdes Plans, Josep Puy, Joan Soler, Montserrat Cuyás o Marcel Taló.